# Гугель Яків Семенович
Яків Семенович Гугель (21 січня 1895, місто Горки, тепер Білорусь — розстріляний 15 жовтня 1937, місто Київ) — радянський промисловий діяч. На 6-му i 7-му Всесоюзних з'їздах рад обирався членом ВЦВК.

## Життєпис
Батько Гугеля був службовцем лісових складів. У дитинстві разом із сім'єю переїжджає на територію сучасної України спочатку до Катеринослава, потім до Єнакієвого, де Яків Гугель закінчив чотирикласне міське училище. 1916 року закінчив Одеське середнє технічне училище.
Під час Першої світової війни був призваний до армії Російської імперії воював на румунському фронті. 1917 був обраний депутатом Пересипської райради робітничих депутатів. Після демобілізації повернувся до Єнакієвого, працював котельником на Петровському металургійному заводі, потім — майстром доменного цеху на будівництві доменної печі.
У серпні 1918 року вступив до Харківського технологічного інституту. Після другого курсу (1920 року) добровольцем йде до Червоної Армії, проте до фронту не доїхав, оскільки був призначений комісаром авіазаводу в Таганрозі і тут 1921 року став членом РКП(б).
У 1921 році призначений директором котельного заводу Таганрога, а після його об'єднання з Таганрозьким металургійним заводом - став заступником директора об'єднаного підприємства. Потім в 1923—1924 роках працював заступником директора Юзівського (Донецького) металургійного заводу, після чого з 1925 по 1926 рік — директором Костянтинівського металургійного заводу імені Фрунзе.
З серпня 1926 року працював директором Маріупольського металургійного комбінату імені Ілліча. З лютого 1930 до січня 1931 року водночас працював начальником «Азовстальбуду»,де розпочав будівництво «Південної Магнітки». Навчався в Донецькому інституті господарників (заочно).
У 1931—1932 роках — начальник будівництва Магнітогорського металургійного комбінату. Під його керівництвом були споруджені та введені в дію перші агрегати заводу. У 1932—1933 роках — заступник начальника головного управління металургійної промисловості СРСР.
Від лютого 1933 року — начальник будівництва і директор маріупольського заводу «Азовсталь».
15 липня 1937 заарештований у справі «троцькістської терористичної організації» (див. «Троцькістсько-терористичної організації в Україні» справа 1937). Приводом для арешту був конфлікт із місцевим компартійним керівництвом, критичне ставлення до командних методів. 14 жовтня 1937 на закритому засіданні виїзної воєнної колегії Верховного Суду СРСР (у м. Києві) Гугелю винесено смертний вирок, який виконано наступного дня. Реабілітований 8 вересня 1956 року.

## Нагороди
- орден Леніна (23.03.1935)